# Ignacio de Arteaga y Bazán
Ignacio de Arteaga y Bazán (Aracena, Huelva, 17 de febrer de 1731 – 1783) va ser un oficial de l'Armada Espanyola recordat per haver realitzat un important viatge d'exploració per la costa americana del nord-oest del Pacífic, en què va arribar fins a les costes de l'actual Alaska. El viatge tenia com a finalitat avaluar la implantació russa a la zona, que els espanyols consideraven de la seva sobirania.

## Biografia
Nascut a Aracena, Andalusia, els seus pares eren bascos de noble llinatge, per la qual cosa és possible que Arteaga s'incorporés a l'acadèmia naval de Cadis. Fou acceptat com a guardiamarina el 1747 i després de graduar-se el 1754 se li va donar el rang d'alferes de fragata. Després de servir en diferents vaixells i en diversos llocs va ser traslladat a l'Havana el 1766, on se li va donar el seu primer comandament, la balandra Vibora. El 1767 fou ascendit a tinent de navili.
El 1771 Arteaga tornà a Espanya i tractà de casar-se sense certs requeriments reals i permisos eclesiàstics. El sacerdot que havia d'oficiar la cerimònia es negà a fer-ho i Arteaga apel·là al tribunal eclesiàstic. Durant el procediment es tornà abusiu i insultat i com a conseqüència fou empresonat durant tres anys a la presó de l'arsenal naval de La Carraca, Cádiz.
El 1774 fou alliberat i tot i que se li va permetre continuar la seva carrera a la marina va ser enviat a la remota estació naval de San Blas, a la costa oest de Nova Espanya. Arribà a San Blas el 1775 i quatre anys més tard, el 1779, se li encarregà el comandament d'una expedició a Alaska. S'assignaren dues fragates, la Favorita, sota el comandament d'Arteaga, i la Princesa, comandada per Juan Francisco de la Bodega y Quadra. Amb Bodega y Quadra a la Princesa hi anaven Francisco Antonio Mourelle, com a segon oficial, Mariano Núñez Esquivel, com a cirurgià, José Cañizares, com a pilot, i Juan Bautista Aguirre, com a segon pilot. Els objectius de l'expedició eren avaluar la penetració russa a Alaska, la recerca del pas del Nord-oest i la captura de James Cook si el trobaven en aigües espanyoles. Arteaga y Bodega y Quadra no trobaren a Cook, que havia estat assassinat a Hawaii el febrer d'aquell mateix any 1779.
Les dues fragates navegaren directament des de San Blas fins a badia de Bucareli (a l'actual Alaska). El viatge, de 81 dies, fou relativament ràpid, deixant temps per realitzar més exploracions. Arteaga y Bodega y Quadra estudiaren acuradament la badia de Bucareli i posteriorment es van dirigir cap al nord, fins a l'actual Port Etches, a l'illa Hinchinbrook, prop de l'entrada de l'estret del Príncep Guillem. Mentre els vaixells estaven fondejats, Arteaga va agafar una partida d'homes i desembarcà per realitzar una cerimònia de possessió formal. Tots els oficials i capellans baixaren a terra en processó i es va erigir una gran creu mentre els canons i mosquets disparaven diverses salves. Es cantà el Se cantó el Te Deum, seguit d'una lletania i diverses oracions. Després del sermó es va celebrar l'acte formal de possessió, firmat pels oficials i capellans. Arteaga batejà l'indret com a Puerto de Santiago, en commemoració de Sant Jaume, el patró d'Espanya, que se celebra el 25 de juliol. Aquest títol de Puerto de Santiago fou important anys després, ja que constituí la base de l'al·legació d'Espanya de la sobirania al Pacífic nord fins als 61° 17′ N.
Arteaga y Bodega y Quadra també exploraren la badia de Cook i la península de Kenai, on celebraren una cerimònia de possessió el 2 d'agost de 1779, al que actualment s'anomena Port Chatham. Degut a diverses malalties entre la tripulació Arteaga decidí tornar al sud. El 8 de setembre els vaixells es reuniren i començaren el viatge de tornada a San Blas.
Tot i que els espanyoles eren normalment reservats al voltant dels seus viatges d'exploració i els descobriments realitzats, el viatge de 1779 d'Arteaga y Bodega y Quadra es va donar a conèixer àmpliament. La Perouse va obtenir una còpia del seu mapa, que fou publicat el 1798. El diari de Mourelle fou adquirit i publicat a Londres el 1798 per Daines Barrington.
Després de tornar a San Blas, Arteaga sol·licità i va rebre el perdó reial i el restabliment de la seva pensió. No tornà a fer-se a la mar degut a la mala salut que arrossegava. Arteaga va servir com a comandant del departament naval de San Blas fins a la seva mort, el 1783. Poc abans de morir fou ascendit a capità de fragata, la seva primera promoció en 16 anys.